# John Warnock
John Edward Warnock (Salt Lake City, 6 de outubro de 1940 – Los Altos, 19 de agosto de 2023) foi um cientista da computação estadunidense.
Foi mais conhecido por ter fundado juntamente com Charles Geschke a Adobe Systems Inc.

## Biografia
Nascido em Holladay, um subúrbio de Salt Lake City, Warnock era filho de um advogado, Clarence, e uma dona de casa, Dorothy. Mesmo tendo sido um estudante mediano no ensino médio, inclusive reprovando em álgebra no ensino médio, estudou matemática na Universidade de Utah. Concluiu a graduação em 1961 e o mestrado em 1964.
Inicialmente, não buscava trabalhar em tecnologia, mas um trabalho de verão em uma recapagem de pneus o convenceu a se candidatar à IBM, que estava recrutando matemáticos. Voltou a Utah para fazer doutorado, acabando por mudar de área, da matemática para a engenharia elétrica, que, na época, abrangia a ciência da computação. Interessou-se, então, pela computação gráfica, especialmente por como renderizar uma imagem tridimensional em duas dimensões. O estudo resultou no algoritmo Warnock, que, posteriormente, serviu de base para alguns de seus trabalhos na Adobe.
Casou-se com Marva Mullins em 1965, com quem teve uma filha, Alyssa, e dois filhos, Christopher e Jeffrey. Em 1969, completou o doutorado e mudou-se para a baía de São Francisco, para trabalhar em uma empresa de dois de seus mentores, David C. Evans e Ivan Sutherland. Passou, depois, pela Xerox, cujo centro de pesquisa em Palo Alto era pioneiro no desenvolvimento dos primeiros computadores pessoais. Ali, conheceu Geschke, com quem trabalhou num projeto para fazer com que as impressoras reproduzissem uma imagem da tela de um computador. Sua solução, a InterPress, não interessou aos seus chefes, o que os levou a pedir demissão e, em seguida, fundar a Adobe.
Na nova empresa, Warnock desenvolveu protocolos que vinham nas impressoras de mesa e conseguiam reproduzir o que o computador enviava. O primeiro deles foi o PostScript, incluído no LaserWriter da Apple, em 1985, que se tornou padrão da indústria e fez a Adobe crescer. Foi a partir de 1993, porém, que a empresa se tornou conhecida, ao lançar o Acrobat Reader, que renderiza e lê os arquivos do chamado Portable Document Format, ou PDF. Como o sucesso não foi imediato, mesmo após seu download ter se tornado gratuito, o conselho da Adobe cogitou encerrar o projeto, mas Warnock persistiu e o PDF se tornou padrão.
Warnock, além disso, foi um defensor da criação de programas como o InDesign, Photoshop e Illustrator, que levaram a Adobe a um domínio na indústria de software.

A causa de sua morte foi um câncer no pâncreas.